# CH 별
CH 별은 탄소별의 특별한 종류이다. 스펙트럼에서 극도로 강한 CH 흡수선이 특징이다. 종족 II형 항성에 속하는데, CH 별은 이전의 C-N 탄소별과 비교했을 때 금속이 적은 중년의 별이며, 불충분한 밝기를 가진다. 많은 CH 별은 쌍성으로 알려져 있다. CH 별은 바륨 별처럼, 이전의 탄소별로부터 지금의 백색 왜성인 CH 계열의 별로 물질 전달이 이루어진다.